# Feddea cubensis
Feddea cubensis ist die einzige Pflanzenart der einzigen Gattung Feddea der Tribus Feddeeae innerhalb der Familie der Korbblütler (Asteraceae). Diese gefährdete Art ist ein Endemit im östlichen Kuba.

## Beschreibung

### Erscheinungsbild und Laubblatt
Bei Feddea cubensis handelt es sich um eine verholzte Pflanze, die als selbständig aufrechter oder aufsteigender oder klettender Strauch bis hin zur Liane wächst, wobei Wuchshöhen von bis 4 Meter erreicht werden. Sie besitzt ein weiches Holz. Die mäßig verzweigten und bei einem Durchmesser von bis zu 5 mm fast stielrunden Sprossachsen besitzen eine gestreifte, kahle Rinde, die oft im oberen Bereich rötlich ist. Die Sprossachsen sind an den oberen Nodien (Knoten) leicht bis auffällig bis zu 25° zickzackförmig abgewinkelt und die unteren Nodien sind etwas angeschwollen. Die Internodien weisen eine Länge von 0,7 bis 2,5 cm auf.
Die wechselständig angeordneten Laubblätter sind gleichmäßig an der oberen Hälfte der Sprossachse verteilt und fallen im unteren Bereich ab. Der kahle, oft rötliche Blattstiel weist eine Länge von 0,4 bis 1 cm sowie einen Durchmesser von 1 bis 1,5 mm auf und ist gekniet sowie etwas rinnig. Die einfache, dick-papierartige bis etwas ledrige Blattspreite ist bei einer Länge von (1,5 bis) meist 3,5 bis 11 cm und einer Breite von (0,8 bis) meist 1,3 bis 4,2 cm elliptisch bis eiförmig oder verkehrt-eiförmig, wobei sie nach unten hin allmählich schmaler wird mit einer keilförmigen Spreitenbasis, die manchmal etwas asymmetrisch ist und mit einem spitzen bis stumpfen oberen Ende. Der manchmal rötliche und leicht zurückgebogene Blattrand ist fast glatt bis entfernt gezähnt mit ein bis vier Zähnen auf jeder Seite, die höchstens 0,5 mm tief sind. Die Blattoberflächen sind kahl. Es liegt Fiedernervatur vor mit fünf bis zehn Seitennerven auf jeder Seite der Mittelrippe, die in einem Winkel von etwa 75° stehen. Die Seitennerven dritter und vierter Ordnung bilden eine deutlich sichtbare Netznervatur. Der Mittelnerv ist an der Blattunterseite etwas hervortretend, die Seitennerven sind weniger stark hervortretend.

### Blütenstand und Blüte
In einem offenen, lockeren, 1,5 bis 3 cm langen und 3,5 bis 5,5 cm breiten Gesamtblütenstand, der nicht sehr über die obersten Laubblätter ragt, stehen fünf bis zehn köpfchenförmige Blütenstände zusammen. Die kahlen, dünnen, 2 bis 11 mm langen, rötlichen oder grünlichen Blütenstandsschäfte besitzen ein bis zwei sitzende Hochblätter, die bei einer Länge von 1 bis 2 mm dreieckig bis lineal-verkehrt-lanzettlich sind. Die Blütenkorbhülle (Involucrum) ist mit einer Länge von 9 bis 11,5 mm und einem Durchmesser von 5 bis 7 mm zylindrisch. In fünf bis sieben Reihen stehen 19 bis 24 steife, trockenhäutige sowie im oberen Bereich am Rand und an ihren Spitzen grünlich-braune Hüllblätter. Sie sind ganzrandig und oft kurz bewimpert, kahl mit einer longitudinalen Harzkanal, der erst grün ist, aber beim Trocknen schwarz wird. Die Hüllblätter sind anfangs anliegend, aber bis zur Fruchtreife sind sie beinahe oder völlig zurückgekrümmt. Die äußeren Hüllblätter sind bei einer Länge von 1 bis 2,5 mm und einer Breite von 1 bis 2 mm deltaförmig bis dreieckig-eiförmig mit breitem, spitzem bis stumpfem oberen Ende. Die äußeren gehen zu den inneren Hüllblättern abgestuft über. Die inneren Hüllblätter sind bei einer Länge von 8 bis 10 mm und einer Breite von 1,3 bis 2,0 mm verkehrt lanzettlich mit spitzem oberen Ende. Der schwach konvexe Körbchenboden weist einen Durchmesser von 1,0 bis 1,5 mm auf. Es sind keine Spreublätter vorhanden. Der mit einer Länge von 12 bis 15 mm relativ große Blütenkorb enthält nur neun bis zwölf Blüten.
Die zwittrigen Röhrenblüten sind fertil. Die weißen bis cremefarbenen, 8,5 bis 9,5 mm langen, kahlen Kronblätter sind röhrig bis schmal trichterförmig verwachsen. Die fünfnervige, 0,7 bis 1,3 mm lange Kronröhre weist eine Länge von 4 bis 5 mm und einen Durchmesser von etwa 0,4 mm auf; sie ist an ihrer Basis auf 0,8 bis 1 mm geweitet und der Schlund ist nur sehr wenig geweitet. Die fünf Kronlappen sind bei einer Länge von 3,5 bis 4,0 mm lineal-lanzettlich, leicht ausgebreitet bis am oberen Ende leicht zurückgekrümmt und besitzen zwei Nerven am Rand. Die 1,5 bis 1,8 mm langen Staubfäden besitzen einen gut entwickelten Staubfadenkragen. Die fünf zusammenhängenden Staubbeutel sind bei einer Länge von 3,7 bis 4 mm breit-lineal, anfangs cremefarben und nach der Anthese lohfarben und besitzen schwach gekielte, etwa 1 mm lange und etwa 0,5 mm breite, an ihrem oberen Ende stumpfe bis gerundete Anhängsel. An ihrer Basis weisen sie bei einer Länge von 1,2 bis 1,5 mm breit-lineale, sterile, unverzweigte Schwänze auf, die sich an ihrer Spitze nicht verschmälern. Die tricolporaten Pollenkörner sind bei einem Durchmesser von 30 µm kugelig mit stacheliger Oberfläche. Die zwei, bei einer Länge von 2,2 bis 2,8 mm breit-linealen, gelblichen Griffeläste besitzen ein stumpfes bis breit-spitzes obere Ende und zwei Bänder mit Narbengewebe auf ihre Oberseite.

### Frucht
Die manchmal leicht vier- oder fünfkantigen Achänen sind 3,5 mm lang, braun, glatt und besitzen 10 bis 15 Streifen. Der Pappus besteht aus einer Reihe von 75 bei einer Länge von 9 mm linealen, strohfarbenen, rauen Borsten. Das strohfarbene „Carpopodium“ an der Basis der Achänen besteht aus mehreren Lagen von Zellen und ist etwa 0,5 mm hoch.

## Vorkommen und Gefährdung
Feddea cubensis ist ein Endemit im östlichen Teil der Insel Kuba. Diese nickelakkumulierende Art gedeiht auf schwermetallhaltigen Böden über ursprünglich ultramafischen Gestein, das heute als Serpentingestein vorliegt. In den beiden Provinzen Holguín und Guantánamo befinden sich Gebiete mit diesen Böden und dort finden sich einige Standorte dieser Art. Feddea cubensis gedeiht auf feuchten Böden und entlang von Fließgewässern. Sie kommt in folgenden Vegetationstypen vor: Galeriewald, semiarider Serpentin-Buschwald, Pinus cubensis-Serpentin-Wald und semiarider Serpentin-Bergwald.
Feddea cubensis wird je nach Autor als Art der Vorwarnliste („Near Threatened“) bis als vom Aussterben bedroht („Critically Endangered“) eingestuft. Die letztere Bewertung beruht darauf, dass diese Forschergruppe nur fünf Exemplare am Standort „Charrascales de La Cuaba“ in der Provinz Guantánamo aufgefunden hat und an zwei weiteren bekannten Standorten kein Exemplar mehr nachweisen konnte. Es sind demnach intensive Nachforschungen erforderlich, um die Zahl der noch an Wildstandorten existierenden Exemplare zu ermitteln.

## Systematik
Die Erstbeschreibung der Gattung Feddea erfolgte 1925 durch Ignaz Urban (1848–1931) mit der Typusart Feddea cubensis in Sertum antillanum XXII in Friedrich Fedde (Hrsg.): Repertorium Specierum Novarum Regni Vegetabilis, Zentralblatt für Sammlung und Veröffentlichung von Einzeldiagnosen neuer Pflanzen, Berlin, Band 21, S. 74–75, Abbildung 15. Als Lectotypusmaterial wurde der in New York hinterlegte Herbarbeleg: Ekman 4285, 17. Januar 1915, „Cuba. Oriente: Baracoa in Lomas de Cuaba in pinetis“ festgelegt. Dieser Herbarbeleg wurde also vom schwedischen Botaniker Erik Leonard Ekman im ostkubanischen Municipio Baracoa gesammelt. Von dieser Erstaufsammlung wurden insgesamt drei Belege hinterlegt: einer befindet sich in Stockholm, einer in New York und der in Berlin hinterlegte Beleg ist zerstört. Der botanische Gattungsname Feddea ehrt den Botaniker Friedrich Karl Georg Fedde (1873–1942) und das Artepitheton cubensis bezieht sich auf die Heimat Kuba.
Seit seiner Erstbeschreibung 1925 ist die Einordnung dieser Art/Gattung im System der Asteraceae umstritten. Klar was eigentlich nur, dass sie in die Unterfamilie der Asteroideae gehört. Die Untersuchungen innerhalb dieser Unterfamilie ergaben für Feddea entweder eine ungeklärte Stellung innerhalb der Asteroideae oder der Tribus Inuleae. Bei Feldarbeiten zwischen 2003 und 2005 in Kuba konnte auch neues Material von Feddea cubensis gesammelt werden. Molekulargenetische Untersuchungen (DNA-Sequenzanalyse der Chloroplasten ndhF) sowie die Untersuchung der Pollenoberfläche mit dem Elektronenmikroskop erlauben nun, die Stellung dieser Art innerhalb der Asteroideae darzustellen. Feddea cubensis ist demnach die einzige Art der einzigen Gattung Feddea der Tribus Feddeeae in der Unterfamilie Asteroideae innerhalb der Familie Asteraceae. Die Tribus Feddeeae Pruski, P.Herrera, Anderb. & Franc.-Ort. wurde erst 2008 in Kathleen A. Cariaga, John F. Pruski, Ramona Oviedo, Arne A. Anderberg, Carl E. Lewis & Javier Francisco-Ortega: Phylogeny and Systematic Position of Feddea (Asteraceae: Feddeeae): a Taxonomically Enigmatic and Critically Endangered Genus Endemic to Cuba. In: Systematic Botany. Volume 33, Issue 1, S. 193–202 aufgestellt. Diese Tribus ist Schwestergruppe zu Heliantheae s. l., also den Tribus Eupatorieae, Heliantheae und Helenieae; sie steht der Tribus Inuleae nicht nahe.